# راشیا الفخار
راشیا الفخار (به عربی: راشيا الفخار) یک منطقهٔ مسکونی در لبنان است که در شهرستان حاصبیا واقع شده‌است.